# Talamotomia
Talamotomia é um procedimento cirúrgico no qual uma lesão funcional é feita no tálamo para melhorar a função cerebral geral dos pacientes. Introduzido pela primeira vez na década de 1950, é eficaz principalmente para tremores como os associados à doença de Parkinson (DP), em que uma parte selecionada do tálamo é destruída cirurgicamente (ablacionada). Os neurocirurgiões usam equipamentos especializados para localizar com precisão uma área do tálamo, geralmente optando por trabalhar apenas unilateralmente (o lado oposto ao dos piores tremores). Procedimentos bilaterais, em geral, não são indicados devido ao aumento de complicações e riscos, incluindo problemas de  fala como anormalidades de repetição, compreensão, fluência e nomeação, podendo provocar o congelamento da fala. No entanto, os efeitos positivos sobre os tremores são imediatos. Atualmente, outros procedimentos, considerados mais seguros para os pacientes, são às vezes preferidos, como a estimulação cerebral profunda subtalâmica, uma vez que este procedimento também pode melhorar tremores e outros sintomas da DP.

## Indicações
A talamotomia é um procedimento complexo e arriscado que é realizado apenas por neurocirurgiões especialistas. É mais indicado em situações específicas como casos de acidente vascular cerebral, danos ao terceiro ventrículo cerebral, hemorragia cerebral, acidentes que levam a traumatismo craniano, edema ao redor do tálamo, hemorragia subdural, acidente vascular cerebral, dor crônica sem resposta ao tratamento medicamentoso e tremores refratário. Há também algumas evidências de disritmia talamocortical.
Existem questões importantes que precisam ser consideradas relacionadas as complicações da talamotomia:
- O curso temporal dos problemas após a cirurgia
- O impacto de problemas de fala preexistentes,
- A importância do tamanho e localização das lesões,
- Os circuitos potenciais importantes na patogênese de um distúrbio de linguagem talâmica e
- Se a lateralidade faz diferença (lesões talâmicas do lado esquerdo versus direito).

## Subtalamotomia
A subtalamotomia é um tipo de cirurgia cerebral na qual o núcleo subtalâmico é destruído na tentativa de ajudar a aliviar distúrbios de movimento frequentemente associados à DP. Esta cirurgia foi amplamente pesquisada no Centro Internacional de Restauração Neurológica de Cuba, localizado em Havana . Este centro assumiu um papel de liderança no desenvolvimento de um procedimento cirúrgico que proporciona alívio significativo para pacientes que apresentam lentidão de movimento, tremores e rigidez muscular em estágios intermediários e avançados da DP. Semelhante à talamotomia, este procedimento pode ser repetido em ambos os lados do cérebro bilateralmente, mas não é recomendado devido ao grande aumento do risco de problemas de fala e cognitivos após a cirurgia.  O objetivo das subtalamotomias é reduzir os sintomas da DP e os movimentos descontrolados que podem ocorrer em pacientes que tomam o medicamento levodopa por um longo período.

### Procedimentos cirúrgicos

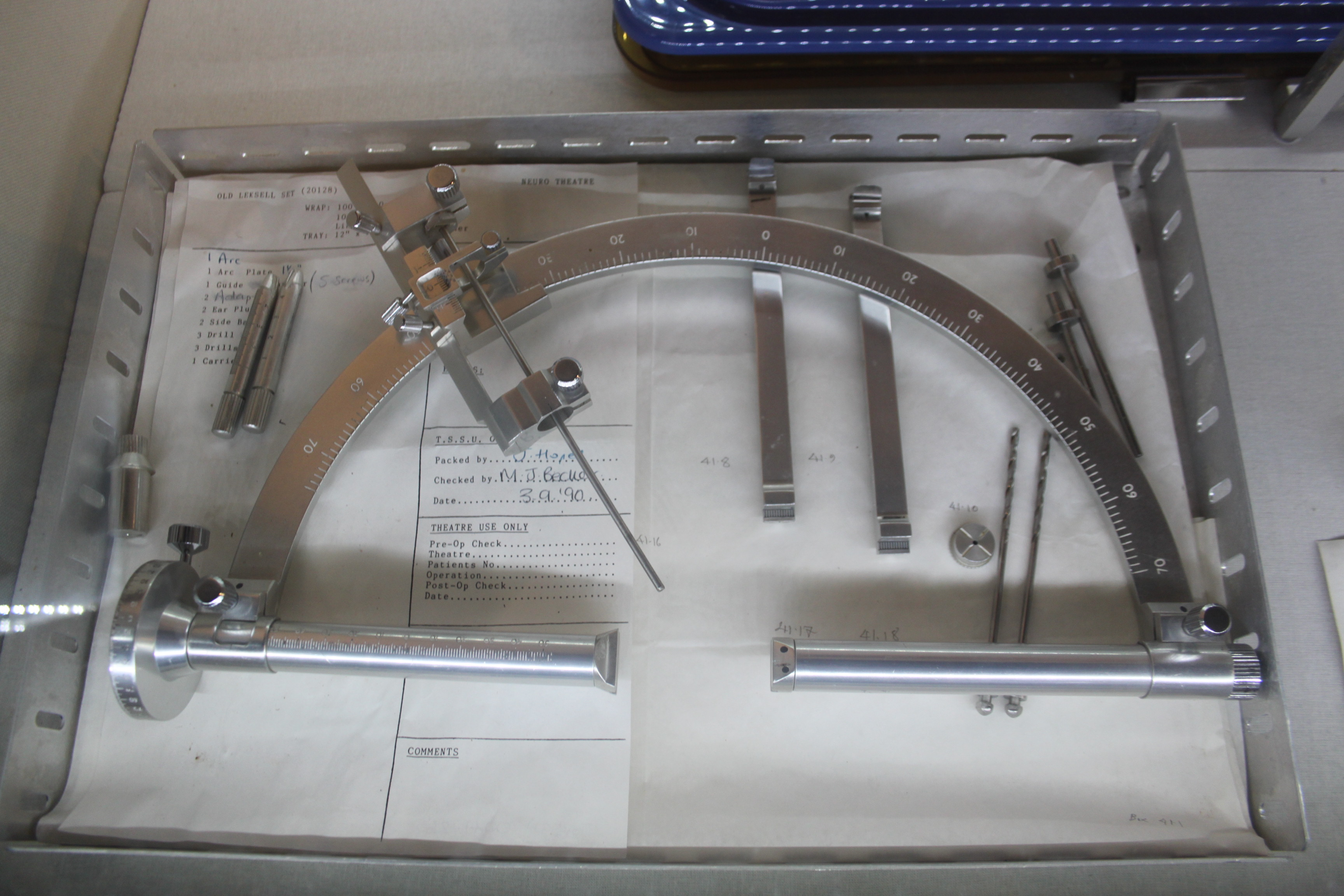
Estrutura para talamotomia estereotáxica em exposição no Museu Glenside

A talamotomia pode ser realizada de forma invasiva ou não invasiva. Se for realizado de forma invasiva, antes da operação, um neurocirurgião usa tecnologia estereotáxica para identificar a parte exata do cérebro que precisa de tratamento, colocando uma estrutura na cabeça do paciente com quatro pinos para mantê-la imóvel. O médico então faz uma varredura cerebral detalhada usando tomografia computadorizada (TC) ou ressonância magnética (RM) para identificar o local preciso da operação, bem como um caminho através do cérebro para chegar àquele ponto específico. Durante a cirurgia, o paciente fica acordado, mas a área do couro cabeludo onde os instrumentos cirúrgicos são inseridos fica anestesiada. O cirurgião faz uma incisão no couro cabeludo (cerca de 5 cm de comprimento) e então insere uma sonda oca através de um pequeno orifício perfurado no crânio até o local específico. Podem ser usados diferentes métodos para matar as células cerebrais, incluindo a circulação de nitrogênio líquido dentro da sonda, destruindo o tecido cerebral alvo ou inserindo um eletrodo aquecido a quase 200 °F (93 °C) para desnaturar as células.  Embora a cirurgia geralmente exija apenas cerca de dois dias de internação hospitalar, a recuperação completa geralmente leva cerca de seis semanas.  A talamotomia pode ser realizada sem incisões usando ondas de ultrassom. As ondas de ultrassom são focadas no tálamo, causando assim a talamotomia através de um crânio intacto. Este procedimento usa orientação de ressonância magnética para localizar o tálamo. As ondas de ultrassom causam aquecimento gradual do tecido até que ocorra a ablação, observada clinicamente como resolução do tremor. Durante o procedimento, o paciente fica acordado. Assim, se algum efeito adverso for observado, a área do tálamo que será tratada pode ser ajustada antes da ablação. Respostas favoráveis foram relatadas até agora em pacientes com DP e pacientes com tremor essencial.

### Complicações
Alguns dos pacientes em estudos cubanos desenvolveram complicações da cirurgia, incluindo movimentos involuntários graves, mas os sintomas diminuíram (a ponto de os pacientes poderem tolerá-los) após três a seis meses.  As complicações mais comuns incluem risco de acidente vascular cerebral, confusão e problemas de fala e/ou visuais. Embora existam riscos com a subtalamotomia unilateral, eles aumentam muito com a subtalamotomia bilateral.

### Estudos
Um estudo acompanhou 89 pacientes com DP que foram tratados com subtalamotomia unilateral. Sessenta e oito pacientes estavam disponíveis para avaliações após 12 meses, 36 após 24 meses e 25 após 36 meses. As pontuações motoras da Escala Unificada de Avaliação da Doença de Parkinson melhoraram significativamente e as doses diárias de levodopa foram reduzidas significativamente em 45, 36 e 28% em 12, 24 e 36 meses após a cirurgia. A subtalamotomia unilateral foi associada a benefício motor significativo contralateral à lesão. Mais trabalho é necessário para determinar quais fatores levaram à coreia grave e persistente em um subconjunto de pacientes. Em um estudo anterior, 18 pacientes com DP avançada receberam uma ou mais subtalamotomias bilaterais simultâneas ou em estágios. Um paciente posteriormente desenvolveu sinais de atrofia sistêmica múltipla e foi excluído de análises posteriores. As melhorias motoras em comparação à linha de base foram de 58% no estado desligado e 63% no estado ligado. A dose diária de levodopa foi reduzida em uma média de 72%, com cinco pacientes não recebendo nenhuma. Três pacientes desenvolveram coreia grave no pós-operatório, que melhorou espontaneamente em 3–6 meses. Em um terceiro estudo, o mapeamento de microeletrodos (cirurgia estereotáxica guiada no núcleo subtalâmico) foi realizado em oito pacientes com DP, e os resultados indicaram que a subtalamotomia pode melhorar os sintomas cardinais da DP, reduzir a dosagem de levodopa, diminuir as complicações da terapia medicamentosa e melhorar a qualidade de vida. O Centro Internacional de Restauração Neurológica de Havana relatou na reunião da Associação Neurológica Americana em outubro de 2002 que dois anos após serem submetidos a uma subtalamotomia dorsal bilateral, 17 pacientes cubanos melhoraram em média 50% nos testes de movimento e puderam reduzir drasticamente sua ingestão diária de levodopa.